# Juruna
El juruna o yudjá, és l'última supervivent de les llengües yuruna, una branca de les llengües tupí, que és parlada pels yudjá al parc indígena del Xingu a l'estat de Mato Grosso al Brasil. El 2006 hi havia 280 parlants nadius.
L'etnònim Juruna (Yuruna, Jurúna, Juruûna, Juruhuna, Geruna) és d'origen estranger i significa "boca negra" en língua geral, motivat per un tatuatge que els yudjá feien servir en el passat. La seva autodenominació és yudjá, que significa "propietari del riu". Juruna no és un terme pejoratiu, ja que va sorgir del tatuatge esmentat; no obstant això, és preferible utilitzar l'endònim yudjá.

## Fonologia

### Consonants
Els fonemes consonàntics del yudjá són
|            |                   | Bilabial | Alveolar | Palatal | Velar | Glotal |
| Obstruents | Oclusiva          | p b      | t d      |         | k     | ʔ      |
| Obstruents | Africada          |          |          | tʃ dʒ   |       |        |
| Obstruents | Fricativa         |          | s z      | ʃ ʒ     |       | h      |
| Sonorants  | Nasal             | m        | n        |         |       |        |
| Sonorants  | Bategant          |          | ɾ        |         |       |        |
| Sonorants  | Fricativa lateral |          | ɬ        |         |       |        |
| Sonorants  | Aproximant        | w        |          | j       |       |        |

La divisió de consonants en obstruents i consonants sonores es justifica en la llengua pel comportament similar amb relació a la nasalitat que es va produir amb les consonants sonores: totes es poden nasalitzar davant de vocal nasal.

### Vocals
Els fonemes vocàlics breus del yudjá:
|         | Anterior | Central | Posterior |
| Tancada | i        | ɨ       | u         |
| Mitjana | e        |         |           |
| Oberta  |          | a       |           |

Hi ha al yudjá l'aparició de vocals llargues. Sovint són responsables del contrast entre les paraules, però la ubicació de la síl·laba tònica no depèn només d’elles.